# 13-та армія (СРСР)

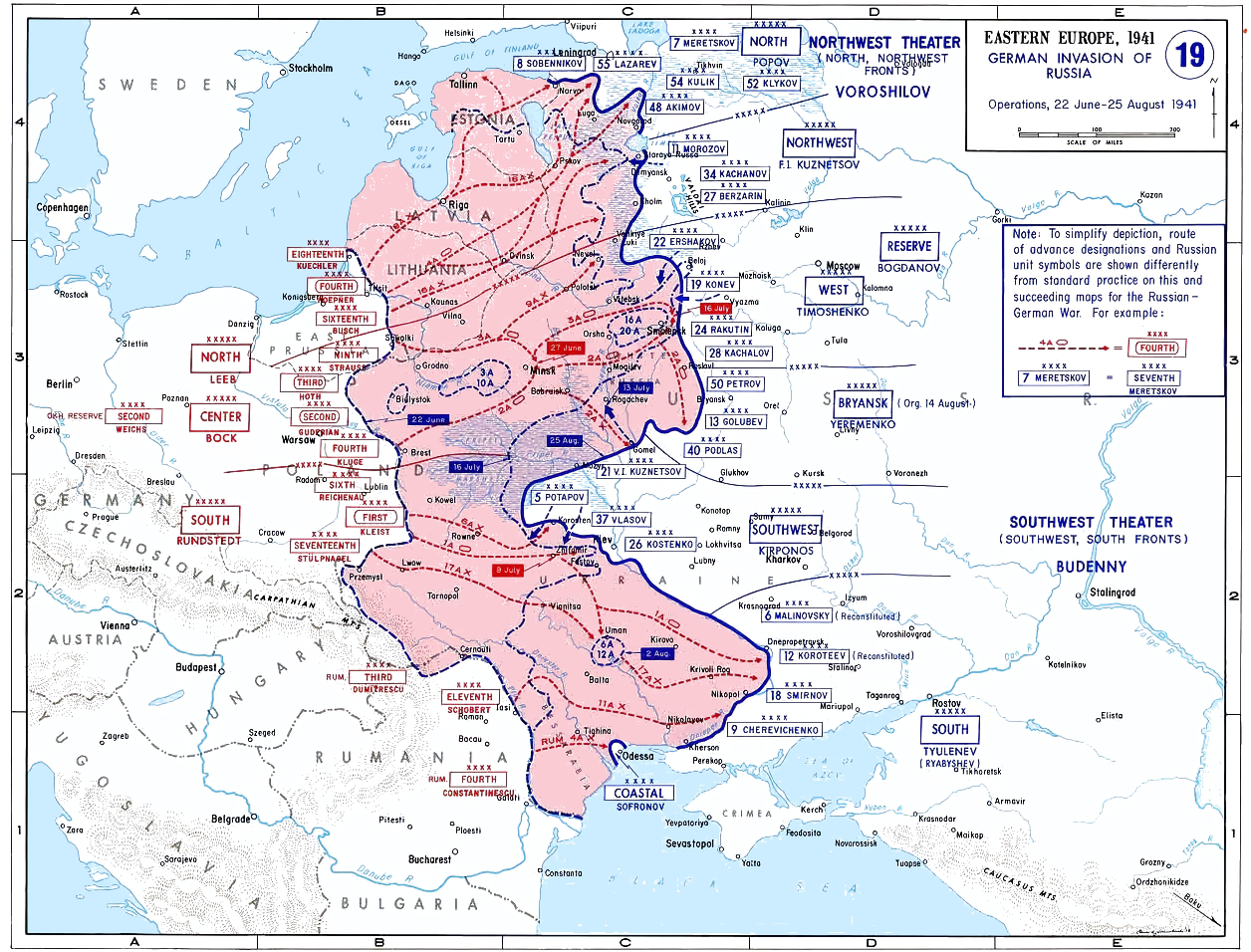
Карта вторгнення Німеччини. 22 червня — 25 серпня 1941 р.

13-та загальновійськова червонопрапорна а́рмія (13 А) — оперативне об'єднання сухопутних військ радянських військ, загальновійськова армія у складі Збройних сил СРСР з вересня 1939 по 1991 р.
Після розпаду Радянського Союзу у складі Збройних сил України. З 1999 — 13-й армійський корпус (ЗСУ).

## Історія

### Формування
Створення армії передбачалось директивою Генерального штабу від 24 квітня 1941 року. Формування органів управління армії почалось 5 травня 1941 року в Могильові у Західному Особливому військовому окрузі під керівництвом заступника командувача військами Західного Особливого військового округу генерал-лейтенанта Болдіна.

### 1941-й рік
22 червня 1941 року армія мала перебувала в районі прикриття № 3 і обороняти польові укріплення для надійного захисту напрямку на Бельськ.
- Командувач армії — генерал-лейтенант Філатов Петро Михайлович
- Начальник штабу — комбриг Петрушевський А. В.
- Член Військової ради — бригадний комісар Фурт Порфирій Сергійович
- Начальник політвідділу — бригадний комісар Крайнов Павло Іванович

22 червня штаб армії перебував у Могильові, тому 113-та стрілецька дивізія і 13-й механізований корпус були передані до 10-ї армії, 49-та стрілецька дивізія була передана до 4-ї армії.
Після початку війни командування об'єднало з'єднання і частини Західного фронту, що перебували в районі Мінська — 21-й стрілецький корпус, 50-ту стрілецьку дивізію, 8-му артилерійську бригаду протитанкової оборони і кілька окремих частин. Штаб армії перемістився до Бєльська.
З кінця червня армія вела оборонні бої в мінському укріпрайоні зі з'єднаннями німецької 3-ї танкової групи. Під ударами противника змушена була відійти за Березину біля Борисова і південніше, а потім за Дніпро.
З 10 липня 1941 року армія брала участь у Смоленській битві (10 липня — 10 вересня)
До середини липня 1941 року війська армії були оточені з'єднаннями 2-ї танкової групи Гудеріана з обох флангів. Виникла загроза оточення. Особливо героїчно воювала 172-га стрілецька дивізія під командуванням генерал-майора М. Т. Романова, якого під час виходу із оточення було важко поранено та взято в полон, а під час втечі страчено.[джерело?]
24 липня армія увійшла до складу Центрального фронту.
У районі Могильова героїчно бились воїни 388-го стрілецького полку 172-ї стрілецької дивізії під командуванням полковника С. Ф. Кутєпова. Тільки за один день цей полк знищив 39 ворожих танків. Знаходячись в оточенні, полк майже три тижні бився з ворогом. Захисники міста затримали та знекровили до чотирьох німецьких дивізій.[джерело?]
15 серпня армія увійшла до складу Брянського фронту.
З 30 вересня армія вела оборонні бої на річках Сож, Судость, Десна під час Орловсько-Брянської оборонної операції (30 вересня — 23 жовтня).
На початку жовтня 1941 року війська армії опинилися в оточенні німецьких військ біля міста Орла. Після дев'ятиденних боїв з'єднання та частини армії розгромили частини 48-го німецького корпусу, прорвали його оборону та вийшли з оточення, зберігши всі бойові знамена та озброєння. Протягом жовтня армія здійснювала оборонну операцію на Курському напрямку, але ослаблена в попередніх боях була змушена відступити на рубіж Малоархангельськ-Шигри. Ця операція згодом переросла в Лівенську оборонну операцію. Використовуючи перевагу в танках, артилерії, авіації противнику вдалося захопити Лівни, а на початку грудня — Єлець.[джерело?]
З початком контрнаступу під Москвою армія брала участь у Єлецькій операції (6—16 грудня 1941 року)
24 грудня армія увійшла до складу Брянського фронту другого формування, продовжила наступ і 25 грудня звільнила місто Лівни.
До кінця 1941 року армія вийшла на рубіж Скородне-Колпани, який утримувала до середини 1942 року.

### 1942-й рік
У січні 1942 року командувачем 13-ї армії призначили генерал-майора Пухова Миколу Павловича, який очолював її до кінця війни.
Армія вела оборонні бої біля міста Лівни, до її складу увійшли 284-та стрілецька дивізія, 129-та танкова бригада та 109-та стрілецька бригада.
З червня 1942 року до січня 1943 року війська армії брали участь в оборонній операції на Воронезькому та Валуйсько-Россожанському напрямку Брянського фронту, а з кінця червня у Воронезько-Ворошиловградській операції. На початку липня 1942 року шість піхотних дивізій німців, одна танкова бригада та бригада «СС» не змогли прорвати Єлецько-Лівенський щит, який обороняла 13-та армія.

### 1943-й рік
Армія взяла участь у Воронезько-Касторненській наступальній операції, в результаті якої просунулась вперед майже на 200 кілометрів, звільнила від окупантів 6 тисяч населених пунктів і зайняла рубіж Малоархангельськ-Рождествєнскоє. На той час до складу армії входили вісім стрілецьких дивізій (148-ма, 307-ма, 132-га, 8-ма, 15-та стрілецькі дивізії — першого ешелону, 280-та, 211-та, 81-ша стрілецькі дивізії — другого ешелону). Для посилення армії були виділені 118-та і 129-та танкові бригади, три танкові полки, 12-й і 5-й артилерійські дивізії, 5-та гвардійська мінометна дивізія, 8 мінометних полків, 16-та зенітна дивізія, а також для вогневої підтримки з повітря 16-та повітряна армія.
Із середини березня 1943 року у складі Центрального фронту армія утримувала цей рубіж, а на окремих напрямках продовжувала вести бої з метою покращення свого положення. Наприкінці весни наші війська перейшли в оборону на Курському виступі і, знаходячись у першому ешелоні Центрального фронту, обороняли смугу шириною 32 кілометри, в межах якої противник готувався завдати головного удару з півночі.
Влітку 1943 року армія у складі Центрального фронту готувалась до битви на Курській дузі. На той час вона нараховувала понад 150 тисяч військовослужбовців.
Під час Орловсько-Курської битви війська армії розгромили 17 дивізій німців, зупинивши їх, та розпочали успішний контрнаступ, а в оборонній операції під Курськом було зірвано літній наступ німецьких військ і покладено остаточну крапку наступальній стратегії гітлерівської армії.
За вмілі дії в ході Курської битви особовий склад армії отримав подяку від Верховного Головнокомандувача, тисячі воїнів були нагороджені державними нагородами. З переходом радянських військ у контрнаступ армія брала участь в Орловській операції 1943 року.
У липні 1943 року армія взяла участь у Кромській наступальній операції, в результаті якої було звільнено місто Кроми. Протягом серпня армія звільнила міста Орел та Белгород та здійснила 120-тикілометровий марш, форсувала Десну і Дніпро, на правому березі яких захопила плацдарм.
Переможний хід 13-ї армії з визволення України розпочався 28 вересня 1943 року, коли радянські частини штурмом заволоділи першим українським містом Черніговом.
За підсумками Чернігівсько-Прип'ятської наступальної операції командувачу 13 армії генерал-лейтенанту Пухову Миколі Павловичу та ще понад двомстам воїнам армії було присвоєно почесне звання Героя Радянського Союзу.
У жовтні 1943 року армія увійшла до складу Воронезького фронту, яким командував генерал армії Ватутін Микола Федорович, а з листопада 1943 року до вересня 1944 року у складі 1-го Українського фронту армія вела бої за звільнення правобережної України та південно-східних районів Польщі.
Під час Київської, Житомирсько-Бердичівської, Проскурівсько-Чернівецької та Львівсько-Сандомирської наступальних операцій війська армії пройшли з боями понад 750 кілометрів.

### 1944 рік
У першій половині січня 1944 року війська армії у складі 1-го Українського фронту на його правому крилі в районах південного Полісся вели бої зі з'єднаннями групи армій «Південь». У складі армії було чотири стрілецькі корпуси (76-й, 77-й, 24-й, 28-й) до яких входили десять стрілецьких дивізій. Армії оперативно були підпорядковані також 1-й та 6-й гвардійські кавалерійські корпуси (шість кавалерійських дивізій), танкова бригада, один самохідно-артилерійський полк, сім артилерійсько-мінометних полків, одна зенітно-артилерійська дивізія та одна штурмова інженерно-саперна бригада. За успішні бойові дії, в результаті яких радянські війська першими вийшли на Державний кордон СРСР 4 січня 1944 року армія отримала подяку від Верховного Головнокомандувача.
Під час Рівненсько-Луцької наступальної операції з 24 січня по 13 лютого 1944 року армія діяла на головному напрямку і вирішувала основне завдання з оточення та знищення противника в районі міст Рівне, Луцьк. Також на меті було оволодіння важливим з оперативного погляду районом Рівне — Луцьк — Шепетівка, для завдання згодом глибокого удару на Чернівці. Вирішальну роль у цій операції відіграла 13-та армія.
Ліси і болота Рівненщині та Волині займали 70 відсотків усіх територій, найбільші річки Горинь, Іква, Стир значно ускладнювали просування військ. У смузі армії на фронті до 215 кілометрів була лише одна шосейна дорога (Новоград-Волинський-Рівне) та дві зруйновані залізниці. Операція розпочалась в умовах ранньої відлиги. Її підготовка тривала дві доби. Командувач армії генерал-лейтенант Пухов вирішив здійснити операцію у два етапи.
Задумом командувача було прорвати тактичну зону оборони противника трьома корпусами на Рівненському напрямку, для чого завдати противнику два удари силами 24-го та 28-го стрілецьких корпусів із району Митягин на Здолбунів в обхід Рівного з півдня та силами 76-го стрілецького корпусу з району Костополя на Клевань, обходячи Рівне з півночі і таким чином охопити Рівненське угруповання ворога з двох боків, розгромити його та заволодіти рубежем Клевань — Рівне — Здолбунів; одночасно з цим висунути два кавалерійські корпуси з району Сарн у район Маневичів-Розничів для подальшого удару на Луцьк.
На другому етапі операції слід було завдано одночасний удар у загальному напрямку на Луцьк із двох боків 76-м та 28-м стрілецькими корпусами зі сходу, 1-м і 6-м кавалерійськими корпусами з півночі і північного заходу; захопити місто Луцьк і вийти на рубіж Маневичі — Луцьк — Дубно.
Вирішальну роль у визволенні міста Рівне відіграли кавалеристи 1-го та 6-го гвардійських кавалерійських корпусів армії, які у взаємодії з партизанами здійснили глибокий обхід головного угруповання німецьких військ, що обороняли добре укріплений рубіж на східному березі річки Горині. Незважаючи на постійні жорстокі контратаки відступаючого противника, складний ландшафт місцевості, яким мали здійснюватись головні удари, війська армії успішно підготувались до операції і рішучим штурмом захопили Сарни. Цього дня[коли?] усі війська армії перейшли у наступ і за два дні боїв просунулись на 25—30 кілометрів.
У січні 1944 року війська армії захопили міста Степань, Костопіль, Тучин, а згодом завершили перегрупування, зосередились і перейшли у наступ, форсуючи Горинь, звільнили місто Острог, а невдовзі і міста Луцьк та Рівне.
У ході боїв за Рівне були знищені сім піхотних і одна танкова дивізія противника, дев'ять піхотних і поліцейських полків і кілька окремих частин спеціального призначення.
За вдале виконання бойового завдання з визволення міста Рівне Верховний Головнокомандувач 5 лютого 1944 року оголосив особовому складу 13-ї армії подяку, а Москва салютувала доблесним військам, які звільнили міста Рівне, Луцьк, Здолбунів та інші населені пункти Волині 20 артилерійськими залпами із 224-х гармат.
Понад 13 тисяч воїнів було нагороджено орденами та медалями. Почесне найменування «Рівненських» отримали 6 частин та з'єднань армії, 10 з них були нагороджені орденами.
Наприкінці лютого — на початку березня 1944 року війська армії утримували відвойовані території та готувались до звільнення міст Броди, Дубно та Кременець, в яких були зосереджені великі сили противника.
Противник активізував бойові дії, безперервно завдаючи авіаційних ударів по містах Рівне та Дубно.
4 березня 1944 року розпочався наступ військ Першого Українського фронту під командуванням Маршала Радянського Союзу Жукова, 24-й стрілецький корпус зі складу армії впритул підійшов до міста Кременець. Готувались до наступу решта військ армії. Вони отримали завдання ударом правого флангу військ із району Луцьк — Торговиці вийти в район Бродів і оточити війська противника перед фронтом армії, зокрема вісім танкових дивізій німців у Дубно.
Війська армії 17 березня обхідним маневром і ударом із фронту здобули місто Дубно, а 19 березня — Кременець.
Наприкінці березня війська армії в районі Бродів перейшли в оборону. На цій ділянці противник завдяки підкріпленню здійснив кілька жорстоких атак. Поповнюючись резервами, армія вдосконалювала оборону.
З квітня 1944 року війська армії передали частину своєї смуги фронту в районі Кременця 18-й армії Другого Українського фронту та почали діяти на Ковельському та Володимир-Волинському напрямку.
Початок операції з прориву оборони німців на Львівському напрямку розпочався 13 липня 1944 року.
Наприкінці липня війська армії на фронті близько 100 кілометрів вийшли на державний кордон СРСР, прорвавши оборону противника на Львівському напрямку.
У кінці липня війська армії підійшли до річки Вісли і розпочали її форсування. Під регулярними авіаційними ударами противника захопили плацдарм на західному березі річки. Попри те, що німці намашгались за допомогою двох резервних танкових дивізій «СС» скинути радянські війська у Віслу, 18 серпня 1944 року було відвойовано місто Сандомир, яке було важливим опорним пунктом оборони німців. Цього ж дня по радіо було отримано повідомлення про заохочення особового складу армії від Верховного Головнокомандувача.
Війська Першого Українського фронту форсували річку Віслу в районі міста Сандомир, внаслідок важких боїв просунулись вперед на 50 кілометрів, розширили захоплений плацдарм на західному березі річки Вісли по фронту і 18 серпня штурмом здобули місто Сандомир. Війська армії з 29 серпня перейшли в оборону Завісленського плацдарму, цього ж дня завершили оточення трьох німецьких дивізій і продовжили знищувати їх.
Противник відчайдушно опирався, намагався відновити свої позиції силами танкових ударних груп «Королівські тигри» та ліквідувати плацдарм. Атаки німців повторювались до семи разів на добу. Їм вдавалось тимчасово потіснити радянські війська, але становище було відновлено. Оборонні бої продовжувались до початку січня 1945 року.

### 1945-й рік
Наступ військ армії розпочався з Сандомирсько-Сілезької операції, коли війська успішно прорвали сильно укріплену оборону противника в районі міста Кельці та вийшли до річки Одер, яку в кінці січня 1945 року форсували південніше Штейнау.
У Нижньо-Сілезькій операції з'єднання армії у взаємодії з іншими військами зламали супротив противника на річках Одер, Бубр, і вийшли до річки Нейсе північно-західніше Трібеля.
У квітні — травні 1945 року армія брала участь у Берлінській та Празькій наступальних операціях. По закінченні, вперше за роки війни, 3 червня 1945 року у військових частинах армії був оголошений вихідним днем.

### Помісячний склад армії з 22 червня 1941 року по 1 травня 1945 року
| Дата                              | Піхота Кавалерія | Артилерія | Механізовані | Авіація                                  | Інженерні війська                                     |
| --------------------------------- | --- | --- | --- | ---------------------------------------- | ----------------------------------------------------- |
| 22 червня 1941 (планований склад) | 2 ск (49 сд, 113 сд) прикордонні частини | | 13 мк (25 тд, 31 тд) 208 мд |                                          |                                                       |
| 22 червня 1941 (реальний склад)   | 2 ск (100 сд, 161 сд) 21 ск (17 сд, 37 сд, 50 сд) 44 ск (64 сд, 108 сд) 47 ск (55 сд, 121 сд, 143 сд) 4 пдк | | 17 мк без техніки (27 тд, 36 тд, 209 мд) 20 мк (26 тд, 38 тд, 210 мд) |                                          |                                                       |
| 1 липня 1941                      | 2 ск (100 сд, 161 сд) 21 ск (24 сд, 37 сд, 50 сд) 44 ск (64 сд, 108 сд) 63 УР | 8 абр ПТО 56 кап 151 кап 467 кап 301 гап РГК 390 гап (17 сд) 86 озад | 20 мк (26 тд, 38 тд, 210 мд) |                                          | 275 оіб                                               |
| 7 липня 1941                      | 2 ск (132 сд, 137 сд, 160 сд) 45 ск (148 сд, 187 сд) 61 ск (53 сд, 110 сд, 172 сд) 4 пдк (7 пдбр, 8 пдбр) 24 сд | 398 кап 438 кап 649 кап 301 гап РГК 302 гап РГК 390 гап (17 сд) 86 озад | 20 мк (26 тд, 38 тд, 210 мд) без техніки |                                          | 275 оіб                                               |
| 1 серпня 1941                     | 28 ск (55 сд, 132 сд) 45 ск (6 сд, 121 сд, 137 сд, 148 сд) 4 пдк (7 пдбр, 8 пдбр) 21 гкд 52 кд | 420 кап 455 кап 462 кап 398 ап 12 озад | |                                          | 275 оіб 60 пмб                                        |
| 1 вересня 1941                    | 45 ск (6 сд, 155 сд, 307 сд) 121 сд 132 сд, 143 сд 4 пдк (7 пдбр, 8 пдбр) 52 кд | 462 кап 387 гап РВГК 69 ап ПТО 12 озад 130 озад | 50 тд 43 отб |                                          | 78 оіб 275 оіб 60 пмб                                 |
| 1 жовтня 1941                     | 6 сд 121 сд 143 сд 155 сд 298 сд 307 сд 55 кд | 207 кап 462 кап 50 гап 387 гап РВГК 12 озад | 141 тбр 43 отб | 11 зад 60 зад 61 зад                     | 275 оіб 60 пмб                                        |
| 1 листопада 1941                  | 2 гв. сд 6 сд 121 сд 143 сд 155 сд 160 сд 307 сд 21 кд 55 кд | 207 ап РВГК 387 ап РВГК 462 ап РВГК 50 гап 753 ап ПТО 12 озад | 141 тбр 150 тбр 38 мцп |                                          | 27 оіб 275 оіб 50 міб                                 |
| 1 грудня 1941                     | 6 сд 121 сд 132 сд 143 сд 148 сд 307 сд 55 кд | 455 ап РВГК 462 ап РВГК 1-й дивізіон 6 гв. мп | 38 мцп |                                          | 27 оіб 275 оіб 50 міб                                 |
| 1 січня 1942                      | 6 сд 132 сд 143 сд 148 сд 307 сд 55 кд | 455 ап 462 ап | | 61 зад                                   | 27 оіб 275 оіб 533 осб                                |
| 1 лютого 1942                     | 6 сд 132 сд 143 сд 148 сд 307 сд 55 кд | 462 ап 642 ап 130 ап ПТО 49 огвмдн | 129 тбр | 61 зад 66 рае                            | 27 оіб 275 оіб 130 осб 131 осб 533 осб                |
| 1 березня 1942                    | 6 сд 132 сд 143 сд 148 сд 307 сд 55 кд | 462 ап 642 грап 130 ап ПТО 49 огв. мдн | 129 тбр | 165 вап 61 зад 97 лбап 625 блап 636 лбап | 27 оіб 275 оіб 1382 оіб 130 осб 131 осб 533 осб       |
| 1 квітня 1942                     | 132 сд 143 сд 148 сд 212 сд 307 сд 36 олижб 37 олижб 57 олижб 58 олижб 179 олижб | 462 ап 642 грап 130 ап ПТО 49 огвмдн | 129 тбр 45 одн брп | 165 вап 61 зад 97 бап 636 лбап           | 27 оіб 275 оіб 1382 оіб 130 осб 131 осб 533 осб       |
| 1 травня 1942                     | 132 сд 143 сд 148 сд 212 сд 307 сд | 19 гв. аап 124 гап 642 грап 130 ап ПТО 874 ап ПТО 142 мп 65 гв. мп | 45 одн брп | 165 вап 61 зад 97 лбап 636 лбап          | 27 оіб 275 оіб 130 осб 131 осб                        |
| 1 червня 1942                     | 15 сд 132 сд 143 сд 148 сд 307 сд | 642 грап 130 лап 452 лап 874 лап 142 мінп 65 гв. мп 79 озадн | 129 тбр 45 одн брп | 877 зап                                  | 275 оіб 130 осб 131 осб 49 пмб                        |
| 1 липня 1942                      | 15 сд 132 сд 143 сд 148 сд 307 сд 109 сбр | 642 грап 130 лап 452 лап 874 лап 106 мінп 142 мінп 65 гв. мп 1287 зенап 1288 зенап | 129 тбр 45 одн брп | 877 зап                                  | 275 оіб 130 осб 131 осб                               |
| 1 серпня 1942                     | 8 сд 15 сд 132 сд 143 сд 148 сд 307 сд 109 сбр 134 сбр 135 сбр | 642 грап 130 вптап 452 вптап 874 вптап 1242 вптап 106 мінп 142 мінп 1287 зенап | 129 тбр | 877 зап                                  | 275 оіб 130 осб 131 осб                               |
| 1 вересня 1942                    | 1 гв. сд 8 сд 15 сд 132 сд 143 сд 148 сд 307 сд 109 сбр 134 сбр | 293 гап 642 грап 130 вптап 452 вптап 874 вптап 1242 вптап 106 мінп 142 мінп 1286 зенап 1287 зенап | 129 тбр 45 одн брп 49 одн брп | 877 зап                                  | 27 оіб 275 оіб 130 осб 131 осб                        |
| 1 жовтня 1942                     | 1 гв. сд 8 сд 15 сд 132 сд 143 сд 148 сд 307 сд 109 сбр 134 сбр | 293 гап 642 грап 130 вптап 874 вптап 1242 вптап 106 мінп 142 мінп 1286 зенап 1287 зенап | 129 тбр 49 одн брп | 877 зап                                  | 275 оіб 130 осб 131 осб                               |
| 1 листопада 1942                  | 8 сд 15 сд 74 сд 132 сд 143 сд 148 сд 307 сд 109 сбр 134 сбр | 293 гап 642 грап 130 вптап 874 вптап 1242 вптап 106 мінп 142 мінп 65 гв. мп 100 гв. мп 1286 зенап 1287 зенап | 118 тбр 129 тбр 49 одн брп | 877 зап                                  | 275 оіб 130 осб 131 осб                               |
| 1 грудня 1942                     | 8 сд 15 сд 74 сд 132 сд 143 сд 148 сд 307 сд 2 вд (3 вбр 4 вбр) | 19 гв. аап 130 вптап 874 вптап 106 мінп 142 мінп 65 гв. мп 100 гв. мп 1287 зенап | 118 тбр 129 тбр 49 одн брп | 877 зап                                  | 275 оіб 130 осб 131 осб                               |
| 1 січня 1943                      | 8 сд 15 сд 74 сд 132 сд 143 сд 148 сд 307 сд 2 вд (3 вбр 4 вбр) | 12 ад (46 лабр, 41 грабр, 32 габр) 19 гв. аап 130 вптап 874 вптап 1 мінбр (5 ад) 476 мінп 477 мінп 65 гв. мп (без 49-го дивізіону) 1287 зенап | 118 тбр 129 тбр 45 оаесб 49 одн брп |                                          | 275 оіб 130 осб 131 осб                               |
| 1 лютого 1943                     | 8 сд 15 сд 74 сд 81 сд 132 сд 148 сд 211 сд 280 сд 307 сд | 5 ад (16 лабр, 24 грабр, 9 габр, 1 мінбр) 12 ад (46 лабр, 41 грабр, 32 габр) 19 гв. аап 130 вптап 543 вптап 874 вптап 476 мінп 477 мінп 479 мінп 65 гв. мп 1287 зенап | 79 тбр (19 тк) 118 тбр 129 тбр 42 отп 43 отп 193 отп 45 оаесб 55 оаесб 49 одн брп |                                          | 233 оіб 275 оіб 130 осб                               |
| 1 березня 1943                    | 8 сд 15 сд 74 сд 81 сд 132 сд 148 сд 307 сд | 5 ад (16 лабр, 24 грабр, 9 габр, 1 мінбр) 19 гв. аап 130 вптап 874 вптап 476 мінп 477 мінп 1287 зенап | 118 тбр 129 тбр 55 оаесб 49 одн брп |                                          | 6 імінбр 275 оіб 130 осб                              |
| 1 квітня 1943                     | 28 ск (132 сд, 211 сд, 280 сд) 8 сд 15 сд 74 сд 81 сд 148 сд 307 сд | 5 ад (16 лабр, 24 грабр, 9 габр, 1 мінбр) 19 гв. аап 130 вптап 874 вптап 476 мінп 477 мінп 6 гв. мінп 65 гв. мінп 286 огв. мдн 1287 зенап | 79 тбр 118 тбр 129 тбр 49 одн брп |                                          | 6 імінбр 275 оіб                                      |
| 1 травня 1943                     | 8 сд 15 сд 74 сд 81 сд 148 сд 307 сд 3 вбр (2 вд) | 5 ад (16 лабр, 24 грабр, 9 габр, 1 мінбр) 19 гв. аап 130 вптап 874 вптап 476 мінп 477 мінп 6 гв. мінп 65 гв. мінп 286 огв. мдн 1287 зенап | 79 тбр 129 тбр 49 одн брп |                                          | 233 оіб 275 оіб                                       |
| 1 червня 1943                     | 17 гв. ск (6 гв. сд, 70 гв. сд, 75 гв. сд) 18 гв. ск (2 пдд, 3 пдд, 4 пдд) 8 сд 15 сд 74 сд 81 сд 148 сд 307 сд 3 вбр (2 вд) | 4 акп •5 адп (16 лабр, 24 грабр, 9 габр, 86 вгабр, 100 габрвп, 1 мінбр) •12 адп (46 лабр, 41 грабр, 32 габр, 89 вгабр, 104 габрвп, 11 мінбр) •5 гв. мд (16 гв. мбр, 22 гв. мбр, 23 гв. мбр) 19 гв. аграп 874 вптап 476 амінп 477 амінп 6 гв. мінп 37 гв. мінп 65 гв. мінп 86 гв. мінп 324 гв. мінп 286 огв. мдн 1 зенад (1042 зенап, 1068 зенап, 1085 зенап, 1090 зенап) 25 зенад (1067 зенап, 1356 зенап, 1362 зенап, 1368 зенап) 1287 зенап | 129 тбр 27 гв. отп 30 гв. отп 43 отп 58 отп 237 отп 1441 сап 1442 сап 49 одн брп |                                          | 275 оіб                                               |
| 1 липня 1943                      | 17 гв. ск (6 гв. сд, 70 гв. сд, 75 гв. сд) 18 гв. ск (2 пдд, 3 пдд, 4 пдд) 15 ск (8 сд, 74 сд, 148 сд) 29 ск (15 сд, 81 сд, 307 сд | 4 акп •5 адп (16 лабр, 24 грабр, 9 габр, 86 вгабр, 100 габрвп, 1 мінбр) •12 адп (46 лабр, 41 грабр, 32 габр, 89 вгабр, 104 габрвп, 11 мінбр) •5 гв. мд (16 гв. мбр, 22 гв. мбр, 23 гв. мбр) 19 гв. грап 874 вптап 476 мінп 477 мінп 6 гв. мінп 37 гв. мінп 65 гв. мінп 86 гв. мінп 324 гв. мінп 1 зенад (1042 зенап, 1068 зенап, 1085 зенап, 1090 зенап) 25 зенад (1067 зенап, 1356 зенап, 1362 зенап, 1368 зенап) 1287 зенап                 | 129 тбр 27 гв. отп 30 гв. отп 43 отп 58 отп 237 отп 1441 сап 1442 сап 49 одн брп |                                          | 275 оіб                                               |
| 1 серпня 1943                     | 18 гв. ск (2 пдд, 3 пдд, 4 пдд) 15 ск (8 сд, 74 сд, 148 сд) 28 ск (181 сд, 202 сд, 211 сд | 19 гв. грап 1 вптабр 874 вптап 476 мінп 477 мінп 25 зенад (1067 зенап, 1356 зенап, 1362 зенап, 1368 зенап) 1287 зенап | 129 тбр 27 гв. отп 30 гв. отп 43 отп 84 отп 229 отп 49 одн брп |                                          | 275 оіб                                               |
| 1 вересня 1943                    | 15 ск (8 сд, 74 сд, 148 сд) 28 ск (181 сд, 202 сд, 211 сд | 19 гв. грап 874 вптап 476 мінп 477 мінп 1287 зенап | 129 тбр 29 гв. отп |                                          | 275 оіб                                               |
| 1 жовтня 1943                     | 17 гв. ск (6 гв. сд, 70 гв. сд, 122 сд) 15 ск (8 сд, 74 сд, 148 сд) 28 ск (181 сд, 211 сд) | 19 гв. грап 4 гв. вптабр 874 вптап 476 мінп 477 мінп 10 зенад (802 зенап, 975 зенап, 984 зенап, 994 зенап) 1287 зенап | 129 тбр |                                          | 275 оіб 49 пмб 50 пмб                                 |
| 1 листопада 1943                  | 15 ск (8 сд, 148 сд, 211 сд) 28 ск (181 сд, 336 сд, 415 сд) | 19 гв. грап 874 вптап 476 мінп 477 мінп 10 зенад (802 зенап, 975 зенап, 984 зенап, 994 зенап) 1287 зенап | |                                          | 275 оіб 49 пмб 50 пмб                                 |
| 1 грудня 1943                     | 8 гв. ск (4 гв. пдд, 181 сд) 28 ск (415 сд) | 19 гв. грап 476 мінп 477 мінп 10 зенад (802 зенап, 984 зенап, 994 зенап) 1287 зенап | |                                          | 275 оіб                                               |
| 1 січня 1944                      | 24 ск (140 сд, 149 сд, 287 сд) 28 ск (4 гв. пдд, 70 гв. сд, 246 сд, 415 сд) 76 ск (6 гв. сд, 121 гв. сд, 112 сд) 77 ск (143 сд, 181 сд, 397 сд) | 19 гв. грап 23 вптабр 130 вптап 645 вптап 868 вптап 1643 вптап 1645 вптап 1660 вптап 128 мінп 476 мінп 477 мінп 497 мінп 5 гв. мінп 47 гв. мінп 323 гв. мінп 10 зенад (802 зенап, 975 зенап, 984 зенап, 994 зенап) 1287 зенап | 25 тк (111 тбр, 162 тбр, 175 тбр, 20 мсбр, 41 сап, 1829 сап, 53 мцб, 1497 вптап, 746 овптдн, 459 мінп, 2 гв. міндн, 1702 зенап) 129 тбр 150 тбр 999 сап 1889 сап 1890 сап |                                          | 7 шісбр 275 оіб                                       |
| 1 лютого 1944                     | 24 ск (112 сд, 149 сд, 287 сд) 76 ск (6 гв. сд, 121 гв. сд, 181 сд) 77 ск (143 сд, 397 сд) | 19 гв. грап 868 вптап 1643 вптап 128 мінп 476 мінп 477 мінп 497 мінп 10 зенад (802 зенап, 975 зенап, 984 зенап, 994 зенап) 1287 зенап | 150 тбр |                                          | 7 шісбр 275 оіб                                       |
| 1 березня 1944                    | 24 ск (149 сд, 287 сд) 27 ск (6 гв. сд, 112 сд, 172 сд) 76 ск (121 гв. сд, 181 сд) 106 сд 162 сд 1 гв. кк (1 гв. кд, 2 гв. кд, 7 гв. кд, 58 тп, 1244 сап, 143 гв. вптап, 1 гв. овптдн, 1 гв. мінп, 49 міндн, 319 зенап) 6 гв. кк (8 гв. кд, 13 гв. кд, 8 кд, 1813 сап, 142 гв. вптап, 6 гв. овптдн, 11 гв. мінп, 47 міндн, 1732 зенап)                                                                      | 33 грабр 19 гв. грап 111 гв. гап 805 гап 1528 гап 22 вптабр 316 гв. вптап 493 вптап 868 вптап 1076 вптап 1643 вптап 1644 вптап 128 мінп 476 мінп 477 мінп 497 мінп 323 гв. мінп 10 зенад (802 зенап, 975 зенап, 984 зенап, 994 зенап) 37 зенад (1400 зенап, 1404 зенап, 1408 зенап, 1412 зенап) 1287 зенап | 11 тк (20 тбр, 36 тбр, 65 тбр, 12 мсбр, 1461 сап, 1493 сап, 93 мцб, 738 овптдн, 243 мінп, 115 гв. міндн, 1388 зенап) 25 тк (111 тбр, 162 тбр, 175 тбр, 20 мсбр, 41 сап, 1451 сап, 53 мцб, 1497 вптап, 746 овптдн, 459 мінп, 2 гв. міндн, 1702 зенап) 150 тбр                         |                                          | 7 шісбр 275 оіб 1505 оіб 9 пмб 20 пмб 12 пмб (3 пмбр) |
| 1 квітня 1944                     | 24 ск (71 сд, 287 сд, 350 сд) 27 ск (6 гв. сд, 112 сд, 162 сд) 76 ск (106 сд, 181 сд, 389 сд) 102 ск (121 гв. сд, 149 сд, 172 сд) 1 гв. кк (1 гв. кд, 2 гв. кд, 7 гв. кд, 58 тп, 1244 сап, 143 гв. вптап, 1 гв. овптдн, 1 гв. мінп, 49 міндн, 319 зенап, 1 гв. зенбатр) 6 гв. кк (8 гв. кд, 13 гв. кд, 8 кд, 1813 сап, 142 гв. вптап, 6 гв. овптдн, 11 гв. мінп, 47 міндн, 1732 зенап) 1 пбр (чех.) 1160 УР | 33 грабр 39 грабр (17 адп) 19 гв. грап 112 гв. грап 111 гв. гап 805 гап 1528 гап 22 вптабр 316 гв. вптап 493 вптап 868 вптап 1076 вптап 1643 вптап 1644 вптап 1645 вптап 128 мінп 476 мінп 477 мінп 497 мінп 10 зенад (802 зенап, 975 зенап, 984 зенап, 994 зенап) 37 зенад (1400 зенап, 1404 зенап, 1408 зенап, 1412 зенап) 1287 зенап | 11 тк (20 тбр, 36 тбр, 65 тбр, 12 мсбр, 1461 сап, 1493 сап, 93 мцб, 738 овптдн, 243 мінп, 115 гв. міндн, 1388 зенап) 25 тк (111 тбр, 162 тбр, 175 тбр, 20 мсбр, 1253 сап, 1451 сап, 53 мцб, 1497 вптап, 746 овптдн, 459 мінп, 2 гв. міндн, 1702 зенап) 150 тбр 45 одн брп 49 одн брп |                                          | 7 шісбр 275 оіб 9 пмб 20 пмб                          |
| 1 травня 1944                     | 24 ск (71 сд, 287 сд, 350 сд) 27 ск (6 гв. сд, 112 сд, 162 сд) 102 ск (117 гв. сд, 121 гв. сд, 172 сд) | 33 грабр 19 гв. грап 112 гв. грап 111 гв. гап 805 гап 22 вптабр 493 вптап 1076 вптап 1644 вптап 1645 вптап 128 мінп 476 мінп 497 мінп 10 зенад (802 зенап, 975 зенап, 984 зенап, 994 зенап) 37 зенад (1400 зенап, 1404 зенап, 1408 зенап, 1412 зенап) 1287 зенап | 25 тк (111 тбр, 162 тбр, 175 тбр, 20 мсбр, 1253 сап, 1451 сап, 53 мцб, 1497 вптап, 746 овптдн, 459 мінп, 2 гв. міндн, 1702 зенап) |                                          | 7 шісбр 275 оіб                                       |
| 1 червня 1944                     | 24 ск (71 сд, 287 сд, 350 сд) 27 ск (6 гв. сд, 112 сд, 162 сд) 102 ск (117 гв. сд, 121 гв. сд, 172 сд) | 39 гв. грабр 111 гв. гап 805 гап 22 вптабр 493 вптап 1076 вптап 1644 вптап 1645 вптап 128 мінп 476 мінп 497 мінп 10 зенад (802 зенап, 975 зенап, 984 зенап, 994 зенап) 1287 зенап | 25 тк (111 тбр, 162 тбр, 175 тбр, 20 мсбр, 1253 сап, 1451 сап, 53 мцб, 1497 вптап, 746 овптдн, 459 мінп, 2 гв. міндн, 1702 зенап) 58 одн брп |                                          | 7 шісбр 275 оіб                                       |
| 1 липня 1944                      | 24 ск (71 сд, 287 сд, 350 сд) 27 ск (6 гв. сд, 112 сд, 162 сд) 102 ск (117 гв. сд, 121 гв. сд, 172 сд) | 39 гв. грабр 33 грабр 111 гв. гап 805 гап 493 вптап 1076 вптап 1644 вптап 1645 вптап 128 мінп 476 мінп 497 мінп 10 зенад (802 зенап, 975 зенап, 984 зенап, 994 зенап) 1287 зенап 46 овогб | 25 тк (111 тбр, 162 тбр, 175 тбр, 20 мсбр, 1253 сап, 1451 сап, 53 мцб, 1497 вптап, 746 овптдн, 459 мінп, 2 гв. міндн, 1702 зенап) 58 одн брп |                                          | 19 інжбр                                              |
| 1 серпня 1944                     | 24 ск (71 сд, 162 сд, 350 сд) 27 ск (6 гв. сд, 121 гв. сд, 112 сд) 47 ск (280 сд, 309 сд) 102 ск (117 гв. сд, 172 сд, 287 сд) | 1 гв. ад (3 гв. лабр, 1 гв. грабр, 2 гв. габр) 39 гв. грабр 111 гв. гап 493 вптап 1076 вптап 1644 вптап 1645 вптап 23 гв. мінп 128 мінп 476 мінп 497 мінп 10 зенад (802 зенап, 975 зенап, 984 зенап, 994 зенап) 1287 зенап | 327 гв. всап 58 одн брп |                                          | 19 ісбр                                               |
| 1 вересня 1944                    | 24 ск (117 гв. сд, 121 гв. сд, 71 сд, 350 сд) 27 ск (6 гв. сд, 112 сд, 309 сд) 47 ск (181 сд, 280 сд) 102 ск (136 сд, 172 сд, 287 сд) | 1 гв. ад (3 гв. лабр, 1 гв. грабр, 2 гв. габр) 15 лабр (3 адп) 39 гв. грабр 111 гв. гап 8 гв. вптабр 9 гв. вптабр 26 вптабр 408 вптап 493 вптап 640 вптап 1076 вптап 1644 вптап 1645 вптап 23 гв. мінп 128 мінп 476 мінп 497 мінп 10 зенад (802 зенап, 975 зенап, 984 зенап, 994 зенап) 1287 зенап 2 овогб | 327 гв. всап 1228 сап 58 одн брп |                                          | 16 шісбр 19 ісбр                                      |
| 1 жовтня 1944                     | 24 ск (121 гв. сд, 280 сд, 350 сд) 27 ск (6 гв. сд, 112 сд, 309 сд) 74 ск (147 сд, 181 сд, 395 сд) 102 ск (117 гв. сд, 172 сд, 287 сд) | 1 гв. ад (3 гв. лабр, 1 гв. грабр, 2 гв. габр) 39 гв. грабр 111 гв. гап 9 гв. вптабр 26 вптабр 493 вптап 640 вптап 1076 вптап 1644 вптап 23 гв. мінп 65 гв. мінп 128 мінп 476 мінп 497 мінп 10 зенад (802 зенап, 975 зенап, 984 зенап, 994 зенап) 1287 зенап 2 овогб | 327 гв. всап 1228 сап 58 одн брп |                                          | 16 шісбр 19 ісбр                                      |
| 1 листопада 1944                  | 24 ск (121 гв. сд, 280 сд, 350 сд) 27 ск (6 гв. сд, 112 сд, 309 сд) 74 ск (117 гв. сд, 147 сд, 395 сд) 102 ск (172 сд, 181 сд) | 1 гв. ад (3 гв. лабр, 1 гв. грабр, 2 гв. габр) 39 гв. грабр 111 гв. гап 9 гв. вптабр 26 вптабр 493 вптап 640 вптап 1076 вптап 1644 вптап 23 гв. мінп 36 гв. мінп 65 гв. мінп 323 гв. мінп 128 мінп 476 мінп 497 мінп 10 зенад (802 зенап, 975 зенап, 984 зенап, 994 зенап) 1287 зенап 2 овогб | 28 гв. отп 327 гв. всап 1228 сап |                                          | 19 ісбр                                               |
| 1 грудня 1944                     | 24 ск (117 гв. сд, 172 сд) 27 ск (6 гв. сд, 112 сд, 280 сд) 74 ск (147 сд, 395 сд) 102 ск (121 гв. сд, 181 сд, 309 сд) | 1 гв. адп (3 гв. лабр, 1 гв. грабр, 2 гв. габр, 98 вграбр) 39 гв. грабр 111 гв. гап 9 гв. вптабр 26 вптабр 493 вптап 640 вптап 1076 вптап 1644 вптап 23 гв. мінп 36 гв. мінп 65 гв. мінп 323 гв. мінп 128 мінп 476 мінп 497 мінп 10 зенад (802 зенап, 975 зенап, 984 зенап, 994 зенап) 1287 зенап 2 овогб | 327 гв. всап 1228 сап |                                          | 19 ісбр                                               |
| 1 січня 1945                      | 24 ск (147 сд, 350 сд) 27 ск (6 гв. сд, 112 сд, 280 сд) 102 ск (117 гв. сд, 121 гв. сд, 172 сд) 355 сд | 1 гв. адп (3 гв. лабр, 1 гв. грабр, 2 гв. габр, 98 вграбр, 16 вмінбр) 39 гв. грабр 111 гв. гап 9 гв. вптабр 493 вптап 640 вптап 1076 вптап 1644 вптап 23 гв. мінп 36 гв. мінп 65 гв. мінп 323 гв. мінп 128 мінп 476 мінп 497 мінп 10 зенад (802 зенап, 975 зенап, 984 зенап, 994 зенап) 1287 зенап 2 овогб 47 овогб | 26 гв. отп 88 отп 98 отп 327 гв. всап 327 гв. сап 768 сап 1228 сап |                                          | 19 ісбр 23 мшісбр                                     |
| 1 лютого 1945                     | 24 ск (147 сд, 350 сд, 395 сд) 27 ск (6 гв. сд, 112 сд, 280 сд) 102 ск (117 гв. сд, 121 гв. сд, 172 сд) | 1 гв. адп (3 гв. лабр, 1 гв. грабр, 2 гв. габр, 98 вграбр, 16 вмінбр, 30 мінбр, 19 гв. мбр) 39 гв. грабр 111 гв. гап 9 гв. вптабр 493 вптап 1076 вптап 23 гв. мінп 323 гв. мінп 128 мінп 10 зенад (802 зенап, 975 зенап, 984 зенап, 994 зенап) 1287 зенап 47 овогб | 88 отп 327 гв. всап 327 гв. сап 768 сап 1228 сап |                                          | 19 ісбр 23 мшісбр                                     |
| 1 березня 1945                    | 24 ск (112 сд, 350 сд, 395 сд) 27 ск (6 гв. сд, 177 гв. сд, 280 сд) 102 ск (121 гв. сд, 147 сд, 172 сд) | 1 гв. адп (3 гв. лабр, 1 гв. грабр, 2 гв. габр, 98 вграбр, 16 вмінбр, 30 мінбр, 19 гв. мбр) 39 гв. грабр 111 гв. гап 493 вптап 1076 вптап 323 гв. мінп 128 мінп 10 зенад (802 зенап, 975 зенап, 984 зенап, 994 зенап) 1287 зенап 47 овогб | 88 отп 327 гв. всап 327 гв. сап 768 сап 1228 сап |                                          | 19 ісбр 23 мшісбр                                     |
| 1 квітня 1945                     | 24 ск (350 сд, 395 сд) 27 ск (6 гв. сд, 117 гв. сд, 280 сд) 102 ск (121 гв. сд, 147 сд, 172 сд) | 1 гв. адп (3 гв. лабр, 98 вграбр, 30 мінбр, 19 гв. мбр) 39 гв. грабр 111 гв. гап 493 вптап 1076 вптап 323 гв. мінп 128 мінп 10 зенад (802 зенап, 975 зенап, 984 зенап, 994 зенап) 1287 зенап | 88 отп 327 гв. всап 327 гв. сап 768 сап 1228 сап |                                          | 19 ісбр                                               |
| 1 травня 1945                     | 24 ск (117 гв. сд, 280 сд, 350 сд) 27 ск (6 гв. сд, 121 гв. сд) 102 ск (147 сд, 172 сд) | 17 ад (37 лабр, 39 грабр, 50 габр, 92 вгабр, 108 габрвп, 22 мінбр) 39 гв. грабр 111 гв. гап 26 вптабр 493 вптап 1076 вптап 12 мінбр 65 гв. мінп 323 гв. мінп 128 мінп 10 зенад (802 зенап, 975 зенап, 984 зенап, 994 зенап) 1287 зенап | 88 отп 327 гв. всап 327 гв. сап 768 сап 1228 сап |                                          | 19 ісбр                                               |

### Після війни
3 серпня 1945 органи управління армії та підрозділи забезпечення завершили передислокацію в місто Рівне, де розташувався штаб армії.
За великий внесок у розгром німецьких військ, виявлену мужність і героїзм при звільненні Полісся визнані гідними почесного найменування «Рівненських» з'єднання і частини, що входили до складу 13 армії:
- 6-та гвардійська ордена Леніна Червонопрапорна стрілецька дивізія;
- 7-ма штурмова інженерно-саперна бригада;
- 39-та Київсько-Рівненська п'ятиорденоносна гарматна артилерійська бригада;
- 8-ма гвардійська кавалерійська дивізія імені Ф. М. Морозова;
- 13-та гвардійська кавалерійська дивізія;
- 313-й гвардійський мотострілецький полк;
- 975-й зенітно-артилерійський полк.

Понад 740 населених пунктів, шкіл, вулиць носять назви частин та імена героїв 13-ї Червонопрапорної армії. Тільки в місті Рівне є вулиці Пухова, Чернишова, Шостої гвардійської дивізії, Тувинських добровольців. У рядах армії в роки війни служили Людвік Свобода, В. Н. Довгих, відомий головний конструктор космічних об'єктів О. М. Іванівський, академіки А. Н. Борисович, В. Н. Стручків, К. Н. Щепкин, (тричі Герой Соціалістичної Праці), маршали Радянського Союзу С. С. Бірюзов, К. С. Москаленко, И. И. Якубовський. За виявлену мужність і героїзм у боях на ріці Березина нагороджений орденом Червоного Прапора Рубен Ібаррурі. У роки війни у частинах армії були десятки осіб, що в повоєнні роки стали професорами, письменниками.

## Склад
Штаб армії розміщався у місті Рівне.
На 1989 рік 13-та загальновійськова червонопрапорна армія складалася з 4 мотострілецьких дивізій, з'єднань й частин армійського підпорядкування:
- 17-та гвардійська мотострілецька дивізія (СРСР), Хмельницький
  - 105-й танковий полк
  - 56-й гвардійський мотострілецький полк, Тульчин
  - 318-й мотострілецький полк
  - 56-й гвардійський мотострілецький полк
  - 90-й гвардійський артилерійський полк, Тульчин
  - 1160-й зенітний полк
- 51-ша гвардійська мотострілецька дивізія, Володимир-Волинський
  - 170-й танковий полк
  - 44-й гвардійський мотострілецький полк
  - 47-й гвардійський мотострілецький полк
  - 50-й гвардійський мотострілецький полк
  - 43-й гвардійський артилерійський полк
  - 59-й зенітний полк
- 97-ма гвардійська мотострілецька дивізія, Славута
  - 110-й танковий полк
  - 289-й гвардійський мотострілецький полк
  - 292-й гвардійський мотострілецький полк
  - 294-й гвардійський мотострілецький полк
  - 232-й гвардійський артилерійський полк
  - 1094-й зенітний артилерійський полк
- 161-ша мотострілецька дивізія, Ізяслав
  - 83-й гвардійський танковий полк
  - 57-й гвардійський мотострілецький полк
  - 313-й мотострілецький полк
  - 316-й мотострілецький полк
  - 1036-й артилерійський полк
  - 1067-й зенітний полк
- 119-й окремий вертолітний полк (24 Мі-8, 1 Мі-6, 12 Мі-24, 5 Мі-24К), Броди
- 442-й окремий вертолітний полк (24 Мі-24, 12 Мі-8, 3 Мі-9), Жовтневе
- (?) десантно-штурмовий батальйон, Дубно
- 247-й окремий ремонтно-відновлюваний батальйон, Ізяслав
- 374-й окремий ремонтно-відновлюваний батальйон, Ізяслав
- 13-й окремий артилерійський полк (24 од. 2С5 «Гиацинт», 36 од. 2А65), Ковель
- 802-й окремий реактивний артилерійський полк (36 од. 9П140 «Ураган»), Ковель
- 713-й окремий реактивний дивізіон, Ковель
- 62-га зенітно-ракетна бригада (ЗРК «Бук-М»), Любомль
- 49-й окремий інженерний полк, Острог
- 561-й окремий інженерно-саперний батальйон, Острог
- 38-ма ракетна бригада (8 ПУ 9К72), Славута
- Штаб 86-ї бригади матеріального забезпечення, Рівне
- 55-й окремий Петроківський Червонопрапорний полк зв'язку, Рівне
- 53-й окремий радіотехнічний батальйон, Рівне
- (?) окремий батальйон охорони й забезпечення (5 Т-72, 22 БТР-70), Рівне
- 22-й окремий батальйон хімічного захисту, Рівне
- 21-й окремий батальйон радіоелектронної безпеки, Рівне
- 971-й окремий батальйон радіоелектронної безпеки, Рівне
- 79-й окремий навчальний медичний батальйон, Рівне

## Командування

### Командувачі
- Генерал-лейтенант Філатов Петро Михайлович (25 травня — 8 липня 1941), (отримав тяжке поранення 8 липня, помер у Москві 14 липня)
- Генерал-лейтенант Ремезов Федір Микитович (9—13 липня 1941), (отримав тяжке поранення 12 липня);
- Генерал-лейтенант Герасименко Василь Пилипович (14—26 липня 1941),
- Генерал-майор Голубєв Костянтин Дмитрійович (26 липня — 30 серпня 1941),
- Генерал-майор Городнянський Авксентій Михайлович (31 серпня 1941 — 2 січня 1942),
- Генерал-майор, з 14 лютого 1943 р. — генерал-лейтенант, з 26 серпня 1944 р. — генерал-полковник Пухов Микола Павлович (3 січня 1942 — 3.06.1946).

За всю війну 13-та армія брала участь в 17 наступальних та 10 оборонних операціях. До її складу у різний час війни входило 135 з'єднань, у лавах яких воювало близько мільйона військовослужбовців.
Під час боїв 13-та армія знищила понад 350 тисяч солдат та офіцерів противника, понад 2500 танків і самохідно-артилерійських установок, понад 1000 літаків, близько 3000 гармат, сотні тисяч ворогів були взяті у полон.
У 13-й армії воювало понад 500 Героїв Радянського Союзу, 32 повні кавалери ордена Слави, 150 тисяч воїнів-орденоносців. В роки війни 16 воїнів армії закрили своїм тілом амбразури різних вогневих точок противника. Особовий склад армії за зразкове виконання завдань командування 28 разів отримував подяки Верховного Головнокомандування.
- Генерал-полковник Шумилов Михайло Степанович (4.06.1946 — 18.02.1947)
- Генерал-полковник Плієв Ісса Олександрович (19.02.1947 — 19.04.1948)
- Генерал-полковник Людников Іван Ілліч (20.04.1948 — 2.12.1949)
- Генерал-лейтенант Нечаєв Олександр Миколайович (3.12.1949 — 8.01.1953)
- Генерал-лейтенант Олешев Микола Миколайович (9.01.1953 — 5.04.1954)
- Генерал-лейтенант Бакланов Гліб Володимирович (6.04.1954 — 23.02.1959)
- Генерал-майор Андрющенко Сергій Олександрович (24.02.1959 — 25.02.1961), із 25 травня 1959 р. — генерал-лейтенант
- Генерал-лейтенант Вашурін Петро Семенович (20.04.1961 — 2.06.1968)
- Генерал-лейтенант Мельников Павло Васильович (3.06.1968 — 3.02.1970)
- Генерал-лейтенант Рикалов Федір Іванович (4.02.1970 — 27.02.1973)
- Генерал-майор Зайцев Микола Олексійович (28.02.1973 — 31.08.1975), з 4 листопада 1973 р. — генерал-лейтенант
- Генерал-майор Савочкін Роман Михайлович (1.09.1975 — 19.08.1977)
- Генерал-майор Скоков Віктор Васильович (20.08.1977 — 1979), з 16 лютого 1979 р. — генерал-лейтенант
- Генерал-майор Гусєв Петро Іванович (1979—1981), з 25 жовтня 1979 р. — генерал-лейтенант
- Генерал-майор Клейменов Анатолій Миколайович (1981 — лютий 1984), з 3 листопада 1983 р. — генерал-лейтенант
- Генерал-лейтенант Макаров Олександр Сергійович (лютий 1984 — січень 1987)
- Генерал-майор Гурін Геннадій Миколайович (січень 1987 — березень 1989), з 27 жовтня 1988 р. — генерал-лейтенант
- Генерал-майор Шеєнков Анатолій Григорович (березень 1989—1991), з 25 квітня 1990 р. — генерал-лейтенант
- Генерал-майор Степанов Валерій Миколайович (1991 — 28 січня 1992), з 29 квітня 1991 р. — генерал-лейтенант
- Генерал-майор Шуляк Петро Іванович (1992—1993 рр.)
- Генерал-лейтенант Затинайко Олександр Іванович (1993—1996 рр.)
- Генерал-майор Петрук Микола Миколайович (1996—2000 рр.)